# Ruska filtracijska taborišča za Ukrajince
Ruska filtracijska taborišča za Ukrajince, imenovana tudi koncentracijska taborišča, so taborišča, ki jih ruske sile uporabljajo med rusko invazijo na Ukrajino za registracijo, zasliševanje in pridržanje ukrajinskih državljanov v okupiranih regijah preden jih preselijo v Rusijo, pogosto gre za prisilne deportacije. V filtracijskih taboriščih so Ukrajinci podvrženi sistemu varnostnih pregledov in zbiranju osebnih podatkov. Priporniki so tudi izpostavljeni mučenju, umorom, posilstvom, stradanju in drugim hudim kršitvam človekovih pravic.
Števila ukrajinskih državljanov, ki so bili preseljenih v Rusijo, ni mogoče neodvisno preveriti. Po podatkih ukrajinske vlade je bilo približno 1,6 milijona Ukrajincev prisilno deportiranih v Rusijo, od tega približno 250.000 otrok. Ruska vlada zanika, da Ukrajince prisilno odstranjuje v Rusijo in deportacije imenuje »evakuacija«.
Po razkritem ruskem okupacijskem načrtu naj bi »filtracija« predstavljala temelj strategije proti upornikom in za pacifikacijo. Ruske okupacijske oblasti so načrtovale, da bodo po okupaciji celotne države skozi »filtracijo« prisilile velik del prebivalstva.
Rusi so podoben sistem »filtracije« uporabili že med prvo in drugo čečensko vojno.

## Pregled
V mednarodnih konfliktih imajo okupacijske sile pravico registrirati osebe na območju, ki ga nadzorujejo in v določenih okoliščinah celo pridržati civiliste. Ruski sistem »filtracije« pa krši več elementov mednarodnega humanitarnega prava in lahko vključuje več hudih kršitev človekovih pravic.
Ukrajinci na okupiranih območjih pogosto ne morejo pobegniti na ozemlje pod nadzorom Ukrajine, in bodisi prisiljeni ostati na območjih, v katerih so razmere neprimerne za življenje, bodisi primorani bežati na druga okupirana območja ali celo v samo Rusijo. Mnogi Ukrajinci so za vstop v Rusijo prisiljeni v »filtracijo«, postopek, med katerim so zaslišani in jim vzamejo biometrične podatke. Med čakanjem na »filtracijo«, so nameščeni v ti. »filtracijskih taboriščih«, ki so pogosto zasilno postavljena v različnih javnih zgradbah. Po »filtraciji« so bili Ukrajinci pogosto deportirani na ruski Daljni vzhod.
Po ruskem okupacijskem načrtu, ki je prišel v javnost, naj bi »filtracija« služila kot strategija za pomiritev in boj proti upornikom po ruski okupaciji celotnega ukrajinskega ozemlja. V skladu z načrti naj bi prebivalstvo priprli od vrat do vrat in jih prisilili v »filtracijo«, da bi sestavili obsežne protiobveščevalne datoteke: »Filtracijo bi uporabili za ustrahovanje ljudi, za ugotavljanje ali bi jih bilo treba preseliti v Rusijo, in postaviti temelje za spremljanje in motenje mrež odpornikov.«

### Lokacije filtracijskih taborišč
Junija 2022 je bilo potrjeno, da se večina filtracijskih taborišč nahaja v mestih in vaseh marionetne kvazidržave Donecka ljudska republika. Filtracijska taborišča so bila postavljena v prej javnih zgradbah (šole, kulturni centri, športne dvorane, skupnostna središča, policijske postaje) in začasnih taboriščih.
V izjavi za OVSE julija 2022 je ameriški diplomat izjavil, da so ZDA identificirale najmanj 18 filtracijskih taborišč, ki jih je Rusija postavila na ukrajinskem in ruskem ozemlju, pri čemer so se priprave taborišč začele že pred začetkom invazije 24. februarja 2022. Diplomat je tudi dejal, da so bila filtracijska taborišča postavljena v šolah, športnih centrih in kulturnih ustanovah. Tiskovni predstavnik poljskega ministra za koordinacijo posebnih služb, je v članku razkril lokacijo šestih taborišč »kjer so ruske mučilnice, ki jih uporabljajo proti Ukrajincem«.

### Sprejem in pridržanje
Bežeči Ukrajinci so bili nevede premeščeni v filtracijska taborišča, pri čemer so jim lažno povedali, da jih bodo odpeljali na ozemlje pod nadzorom Ukrajine. Nekateri so v »filtracijo« prisiljeni med begom pred boji. Nekateri so prisiljeni v postopek, nekateri pa se strinjajo z udeležbo, da lahko potujejo po okupiranih območjih ali vstopijo v Rusijo.
Po prihodu v taborišča pripornikom povedo, da ne smejo zapustiti mesta, v katerem je taborišče. Po poročanju naj bi pridržanje trajalo od ene ure do več tednov.

### Življenjski pogoji
Življenjske razmere v taboriščih so pogosto slabe. Tabori so slabo organizirani. Interniranci so povedali, da so spali na tleh ali na kartonu, živeli v slabih sanitarnih razmerah, prehrana je bila skromna ali pa je sploh ni bilo.

### »Filtracija«in zaslišanje
Med filtracijo pripornike fotografirajo, jim odvzamejo prstne odtise, jih zaslišujejo in pregledajo vsebino njihovih telefonov. Podvrženi so podrobnim zasliševanjem o svojem ozadju, družinskih vezeh ter političnih pogledih in pripadnosti. Pridržani so zaslišani ali poznajo koga, ki služi v ukrajinski vojski. Pripornike zaslišujejo o njihovih političnih pogledih in morebitnih povezavah z jurišno brigado Azov. Moške in v nekaterih primerih ženske slečejo, da bi našli »ukrajinske nacionalistične tetovaže«. Med »filtracijo« so bili moški podvrženi pregledom, v katerih so iskali morebitne znake modric zaradi neprebojnih jopičev ali uporabe puške. Uradniki, vključeni v postopek »filtracije«, so povedali, da se zbrane informacije uporabljajo za polnjenje zbirke podatkov.
»Filtracija« se običajno konča na dva načina: ali pridržani dobi dokument, ki potrjuje, da je prestal filtracijo, ali pa se ga pridrži zaradi nadaljnjega zaslišanja. Tudi po tem, ko so prestali »filtracijo«, nekatere moške znova zaslišujejo med potovanjem iz taborišča čez območja pod ruskim nadzorom. Otroci so včasih ločeni od staršev in ločeno premeščeni v Rusijo (del ugrabitev otrok med rusko invazijo na Ukrajino leta 2022).
Po navedbah ameriškega zunanjega ministrstva so Ukrajinci, ki so povezani z ukrajinskimi oboroženimi silami, vlado, mediji ali civilno družbo, »filtrirani« od ostalih pripornikov in premeščeni v zapore, kjer naj bi jih mučili in usmrtili po hitrem postopku.

### Nasilje, mučenje in uboji
Priporniki, za katere okupacijske oblasti menijo, da so povezani z ukrajinskimi oboroženimi silami, ukrajinsko državo ali pa so proukrajinski in protiruski, so izpostavljeni trpinčenju, samovoljnemu pridržanju, mučenju in prisilnem izginotju. Ljudje, ki so prestali taborišča, so poročali o pretepanju, mučenju z elektriko in umorih. Ženske in dekleta so v nevarnosti spolne zlorabe. Ena od prič je povedala, da je osebje taborišča prisililo pripornike, da so pred kamero lažno pričali (okrivili Ukrajino za uničenje njihovih domov).

### Izpustitev in prisilne deportacije
Po »filtraciji« nekatere ljudi izpustijo znotraj DLR, druge pa deportirajo v Rusijo. Ljudje, ki so prestali taborišča, so povedali, da so bili po izpustitvi poslani v različna mesta po Rusiji, mnogi na ruski Daljni vzhod. Po prihodu v Rusijo so običajno najprej začasno nameščeni v begunskih centrih, nato pa jim ruski uradniki ukažejo ali prisilijo, da odpotujejo na druge destinacije v Rusiji. Nekateri odidejo k sorodnikom ali prijateljem v Rusijo, si sami uredijo namestitev v Rusiji, ali pa jo zapustijo. Ruski uradniki so silili Ukrajince nameščene v začasnih begunskih centrih, naj zaprosijo za azil ali rusko državljanstvo, drugače pa jim grozi pripor za nedoločen čas. Nekatere po prihodu v Rusijo znova zaslišujejo. Ukrajincem uradno ni prepovedano zapustiti Rusije, vendar se v praksi pri tem srečujejo z (pogosto velikimi) ovirami. Pojavila se je mreža aktivistov, ki pomaga Ukrajincem zapustiti Rusijo. Po navedbah ameriškega zunanjega ministrstva so ukrajinski državljani pred izpustitvijo iz filtracijskih taborišč prisiljeni podpisati sporazume o bivanju v Rusiji, kar ovira njihovo vrnitev v Ukrajino.
Ukrajinski obveščevalci so povedali, da ruski zaposlitveni centri ukrajinskim državljanom, izpuščenim iz filtracijskih taborišč, ponujajo zaposlitev v gospodarsko stagnirajočih regijah Rusije.
Mihail Mizincev, vodja ruskega nacionalnega centra za upravljanje obrambe, je maja 2022 dejal, da je bilo v Rusijo do takrat premeščenih 1.185.791 ljudi. Po podatkih ameriškega zunanjega ministrstva je »med 900.000 in 1,6 milijona ukrajinskih državljanov, vključno z 260.000 otroki« šlo skozi proces »filtracije« in deportiranih »pogosto v izolirane regije na Daljnem vzhodu« v »vnaprej premišljenem [.. .] očitnem prizadevanju za spremembo demografske sestave delov Ukrajine«.

#### Ostanek v Rusiji
Rusija je sprejela ukrepe za olajšanje postopka podelitve začasnega zatočišča in ruskega državljanstva Ukrajincem. Aprila 2022 je Rusija sprejela zakonodajo, ki poenostavlja prošnje za rusko državljanstvo za rusko govoreče Ukrajince iz Donbasa. Putin je 5. marca 2022 podpisal odlok, ki je vzpostavil poenostavljene upravne postopke za Ukrajince, ki vstopajo v Rusijo in iščejo azil ali državljanstvo. Ukrajinci, ki prispejo v Rusijo iz DLR in LLR, so upravičeni do enkratnega denarnega izplačila. Prosilci za azil in begunci v Rusiji so upravičeni do številnih pravic, vključno s prehrano in začasno namestitvijo ter viri in podporo pri iskanju dela in stanovanja. V praksi se soočajo s precejšnjimi ovirami pri uveljavljanju teh pravic. Ukrajinci morajo za pridobitev začasne azilne kartice predati svoj potni, pri tem pa niso obveščeni, da so upravičeni do vrnitve svojega potnega lista in izstopa iz Rusije, zaradi česar nekateri verjamejo, da ne smejo zapustiti Rusije.

#### Pobeg pred »filtracijo«in prisilno deportacijo
Ukrajinci, ki so pribežali v Gruzijo, so se izognili prisilnim deportacijam v ruska mesta, ki naj bi bila pogosta po »filtraciji«. Nekateri Ukrajinci, ki so bili pridržani v filtracijskih taboriščih, so povedali, da so z obveščanjem uradnkom taborišča, da imajo konkretne načrte za odhod v določeno rusko mesto, omogočili, da so bili izpuščeni in jim je bilo rečeno, naj sami najdejo pot do tja. Tako jim je uspelo pobegniti v Gruzijo in se izogniti prisilni premestitvi.
Nekateri ljudje so poročali, da so se za pobeg v sosednje države (npr. Gruzijo) in izognitev deportaciji morali izmuzniti iz filtracijskih taborišč v Novoazovsku ali po filtriranju iz Taganroga ali Rostova na Donu.

## Zgodovina
15. marca 2022 je The Guardian objavil poročanja prič, da so ruski vojaki ukazale ženskam in otrokom odditi iz zaklonišča v Mariupolu. Ena od prič je povedala, da so jih z dvesto ali tristo drugimi ljudmi z avtobusi prisilno prepeljali v Novoazovsk. Tam so morali več ur čakati v avtobusih, nakar jim je bilo ukazano, naj gredo skozi skupino šotorov do ti. filtracijskega taborišča. Satelitski posnetki so pokazali skupino šotorov v vasi Bezimennem blizu Novoazovska. Predstavniki DLR in LLR so povedali, da so postavili »šotorsko mesto s 30 šotori« s kapaciteto za 450 ljudi.
Ruski vladni časopis Rossijskaja Gazeta je poročal, da so v taborišču Bezimenne obdelali 5000 Ukrajincev in da so izvedli preglede, da bi preprečili, da bi se »ukrajinski nacionalisti infiltrirali v Rusijo, preoblečeni v begunce, da bi se izognili kazni«. Ena priča je povedala, da so jo obširno zasliševali moški, ki so rekli, da so iz FSB. Zaslišali so jo o njenem ozadju, zaslišanje je opisala kot »zelo ponižujoče«. Skupino so nato odpeljali v Rostov v Jaroslaveljski oblasti.
Maja 2022 so se na družbenih omrežjih pojavili videoposnetki ukrajinskih civilistov, ki se opravičujejo ruskim vojakom, pri čemer nekateri med njimi pravijo, da so opravili »tečaj denacifikacije«.
Novembra 2022 je vodja misije ZN za spremljanje človekovih pravic v Ukrajini, poročala o »sprejemnih postopkih« v kazenski koloniji blizu Olenivke, ki so pogosto vključevali pretepe, grožnje, napade psov, lažne usmrtitve, prisilno goloto, mučenje z elektriko in prisilnimi položaji. Agencija ZN je tudi poročala, da je aprila 2022 prejela informacije o devetih smrtih v Olenivki.
Decembra 2022 je OHCHR poročal, da je FSB 10. oktobra morda prisilno izginil žensko, ki ji je spodletel »proces filtracije« v Rostovski oblasti.

## Odzivi

### Rusija
Rusko veleposlaništvo v ZDA je trdilo, da so filtracijska taborišča »kontrolne točke za civiliste, ki zapuščajo območje aktivnih sovražnosti«.

### Ukrajina
Ukrajinski uradniki so filtracijska taborišča primerjali s podobnimi ruskimi filtracijskimi taborišči v Čečeniji.

### Združene države
Veleposlanica Združenih držav pri ZN je dejala: »Ni mi treba pojasnjevati, na kaj spominjajo ta tako imenovana 'filtracijska taborišča'. Srhljivo je in ne moremo pogledati stran.« Navedla je poročila, da so agenti FSB zaplenili potne liste, osebne izkaznice in mobilne telefone, ter poročila o ločitvi ukrajinskih družin.

### Civilna družba
Tanja Lokšina, direktorica Human Rights Watch za Evropo in Azijo, je dejala: »V skladu z mednarodnim pravom o človekovih pravicah prisilna razselitev ali premestitev ne pomeni nujno, da so bili ljudje pod strelom orožja prisiljeni v vozilo, temveč da so se znašli v situaciji, ki jim ni pustila izbire.« Poudarila je, da Ženevska konvencija prepoveduje »posamezne ali množične prisilne preselitve, pa tudi deportacije zaščitenih oseb z zasedenega ozemlja so prepovedane, ne glede na njihov motiv«.